# Kungsträdgården

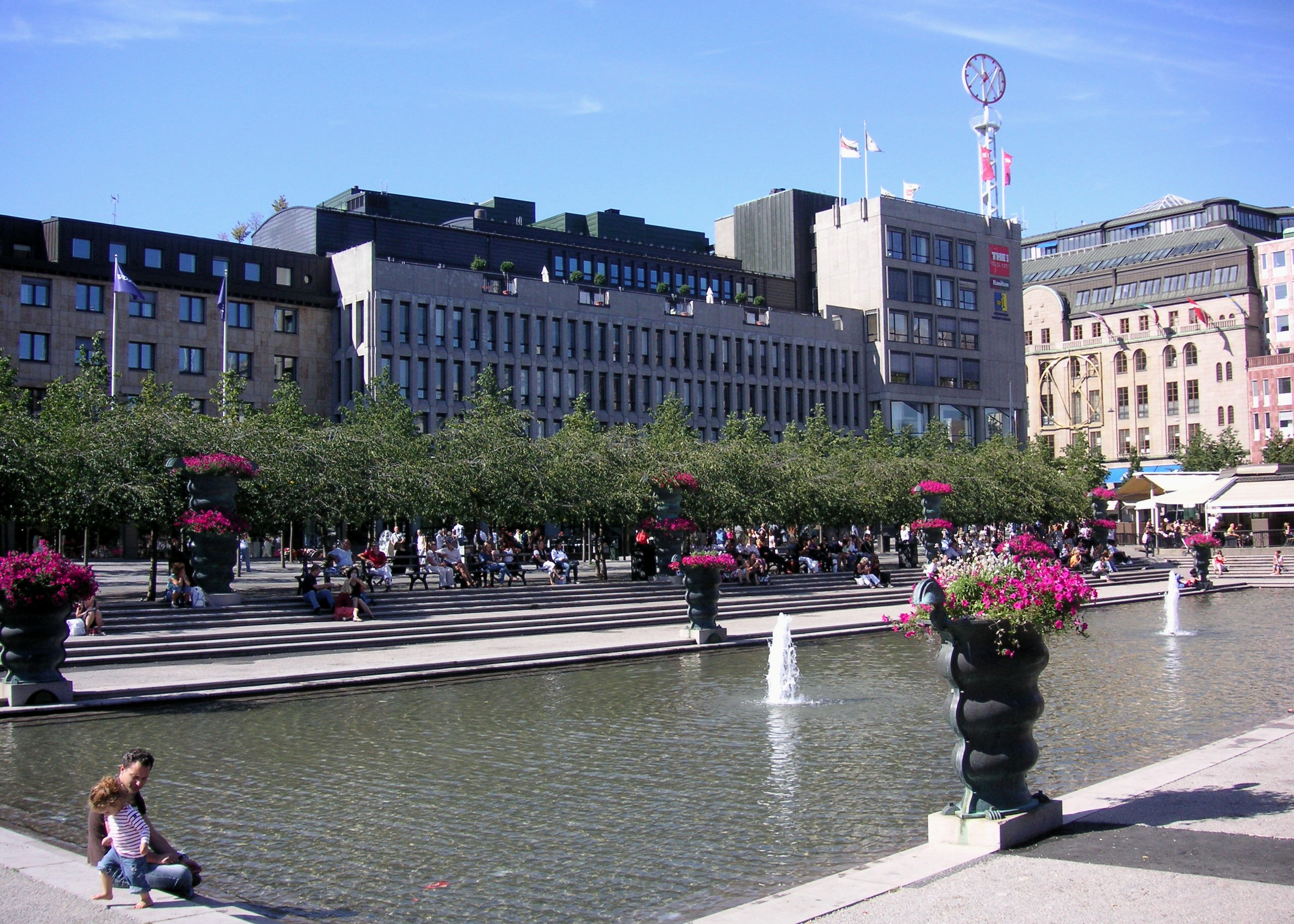
Il parco di Kungsträdgården

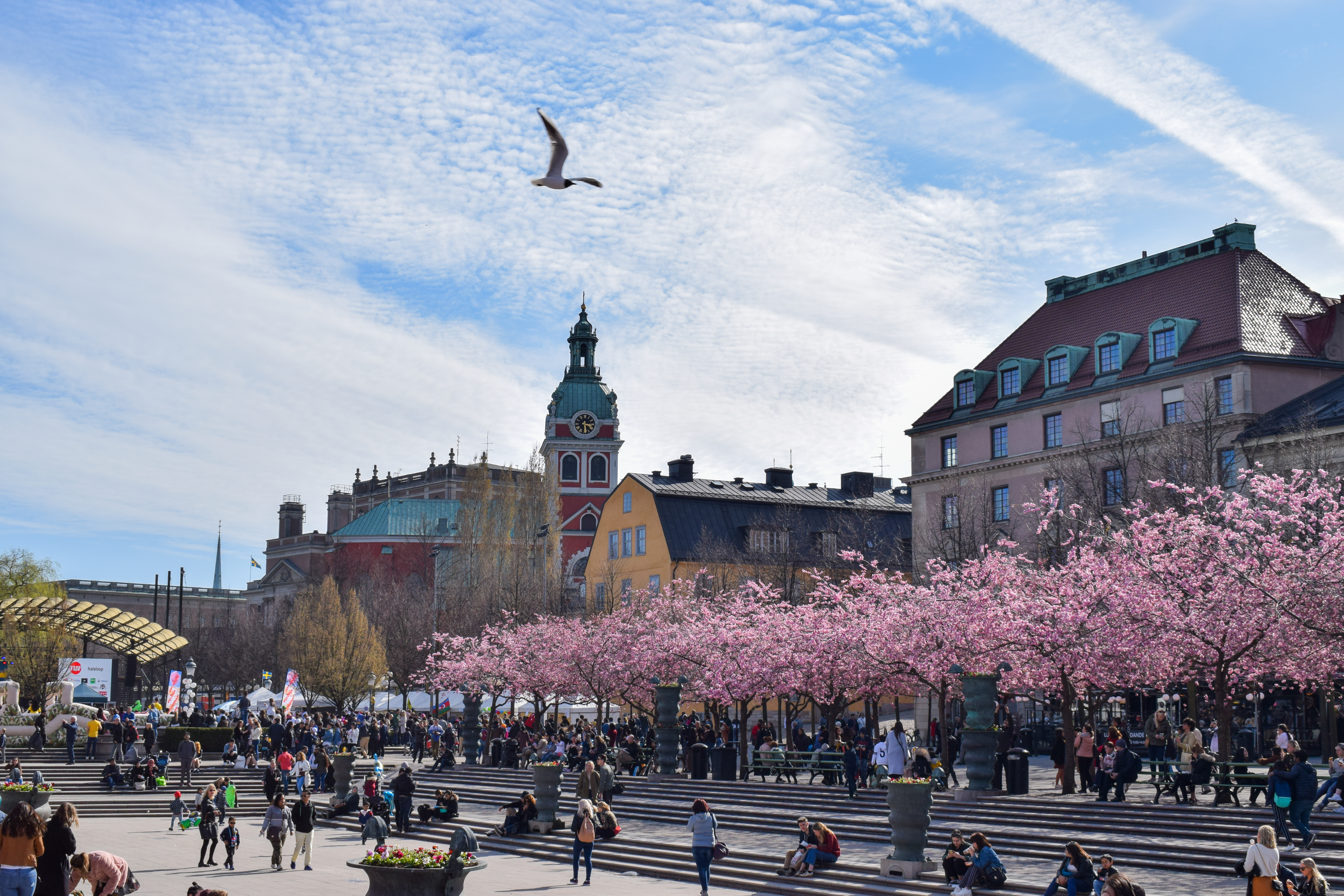

Kungsträdgården (traduzione di "giardino reale") è il nome di un parco e di una stazione della metropolitana, entrambi situati nella parte centrale di Stoccolma.
All'interno del parco sono presenti numerosi café e luoghi di ristoro, essendo un popolare punto di ritrovo per la popolazione. A testimonianza di ciò, durante la stagione estiva vengono spesso svolti concerti estivi all'aperto, mentre in inverno viene allestita una pista di pattinaggio. Inoltre, il 1º maggio il Partito della Sinistra organizza qui il suo tradizionale congresso.

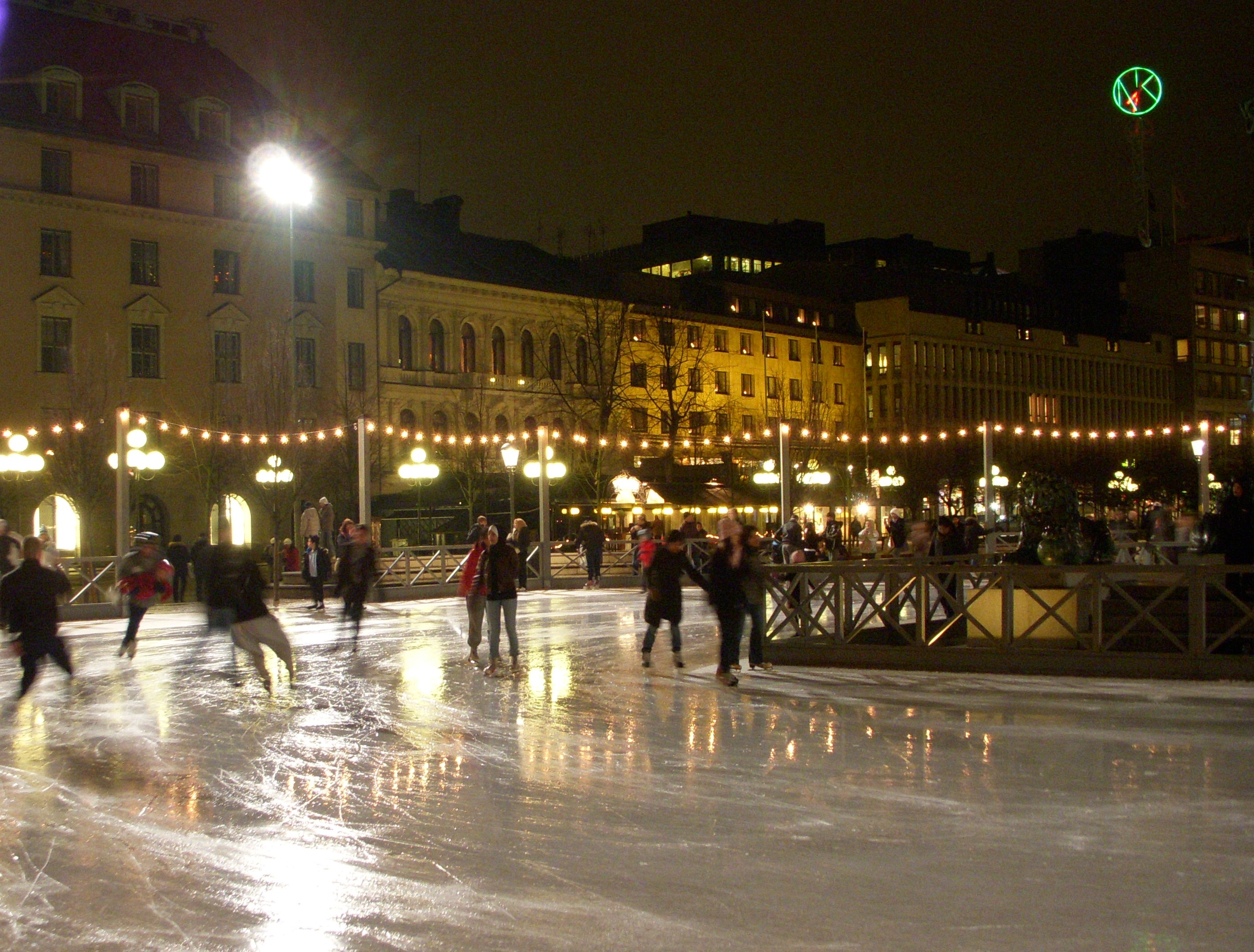
Pattinaggio in inverno

Tra le varie opere al suo interno possiamo trovare:
- La piazza Carlo XII, con una statua del sovrano inaugurata per celebrare il 150º anniversario della sua morte
- La statua di Carlo XIII, commissionata dal suo successore Carlo XIV di Svezia
- La fontana di Molin, creazione dello scultore Johan Peter Molin
- La fontana di Wolodarski, recente opera inaugurata nell'agosto 1998

All'inizio degli anni '70 una forte protesta a tutela degli olmi del parco ha fatto rivedere i piani di costruzione per l'omonima stazione della metropolitana, le cui entrate si trovano oggi ai due lati est e ovest.
La stazione di Kungsträdgården rappresenta inoltre il capolinea e/o il punto di partenza per quanto riguarda il percorso della linea blu. T-Centralen, la stazione principale del sistema cittadino, è invece localizzata ad una fermata di distanza da qui.
Il Kungstradgarden non è propriamente un giardino o un parco, si tratta piuttosto di una via alberata molto frequentata specialmente in occasione di manifestazioni e spettacoli all'aperto.